# وزارت صنعت، معدن و تجارت
وزارت صنعت، معدن و تجارت که به‌صورت سرواژه وزارت صمت نیز خوانده می‌شود، پس از تصویب مجلس شورای اسلامی در ۸ تیر ۱۳۹۰ و تصویب شورای نگهبان در ۱۲ تیردر راستای طرح کوچک‌سازی دولت با ادغام وزارت بازرگانی و وزارت صنایع و معادن تشکیل گردید.
۴۲ درصد از تولید ناخالص داخلی کشور توسط این وزارتخانه مدیریت می‌شود.

## تاریخچه

### وزارت صنایع و معادن
وزارت صنایع و معادن مسئول پیش‌برد سیاست‌ها و برنامه‌ریزی‌های دولت در بخش‌های صنعتی و معدنی کشور بود. این وزارت‌خانه در سال ۱۳۷۹ پس از ادغام «وزارت صنایع» و «وزارت معادن و فلزات» تشکیل شد.

### وزارت بازرگانی
وزارت بازرگانی از وزارت‌خانه‌های دولت ایران و مسئول توسعه و بهبود امکانات بازرگانی ایران، و تنظیم قانون‌ها و سیاست‌های کشور برای رسیدن به این هدف بود.
در سال ۱۳۵۳ «وزارت بازرگانی» از وزارت اقتصاد تفکیک و مستقل و با اهداف مشخص شروع به فعالیت کرد. در ۱۶ تیر ۱۳۵۳ قانون تشکیل این وزارت‌خانه به تصویب مجلس شورای ملی، و در ۲۶ تیر همان سال به تصویب مجلس سنای آن زمان رسید.
در سال ۱۳۵۹ دوباره تشکیلات وزارت بازرگانی با تغییراتی به تصویب سازمان امور اداری و استخدامی کشور رسید که شامل ۹ معاونت بود.
تشکیلات وزارت بازرگانی که از سال ۱۳۵۹ بدون تغییر باقی‌مانده‌بود در سال ۱۳۷۷ با جهت‌گیری تصویب بخش کارشناسی و تخصصی، کوچک‌سازی و واگذاری امور خدماتی و پشتیبانی به بخش غیردولتی در مسیر تحول قرار گرفت. تشکیلات وزارت بازرگانی با اصلاحاتی در دی ماه ۱۳۸۳ با چهار معاونت و هشت مؤسسه و شرکت وابسته به تأیید سازمان مدیریت و برنامه‌ریزی رسید.

## حواشی

### ادعای نفوذ مافیای خودرو در تصمیم‌گیری‌ها
بعد از عرضه دو خودرو گروه بهمن در بورس کالا، که به موجب آن قیمت این دو ماشین در بازار تا ۲۰۰ میلیون تومان کاهش پیدا می‌کند، در روز آخر ثبت نام، ناگهان وزارت صمت در نامه‌ای می‌خواهد که این عرضه ملغی شود که این نامه، موجب جنجال فراوانی در میان مردم و رسانه‌ها می‌شود. روز بعد وزارت صمت اعلام می‌کند که مفاد نامه محرمانه است. که باز هم منجر به جنجال فراوان‌تر و ایجاد شائبه نفوذ مافیا در صمت می‌گردد؛ نمایندگان مجلس و اهالی رسانه در ادعاهای گوناگونی متذکر شدند که مافیا در تصمیم‌گیری‌های این وزارت‌خانه و وزیر نفوذ فراوانی دارد و به انتقاد گسترده از عملکرد مبهم و غیرشفاف این وزارت‌خانه پرداختند.

### عملکرد سامانه قرعه کشی یکپارچه
وزیر صمت گفته بود که در سال ۱۴۰۱ عرضه خودرو با تقاضا متناسب خواهد شد و به تدریج شاهد حذف قرعه‌کشی خودروهای داخلی خواهیم بود. اما قرعه‌کشی حذف نشد و با ایجاد سامانه یکپارچه قرعه‌کشی‌ها تنها تجمیع شدند، ولی بازهم حواشی فراوانی به بار آورد. فارغ از مشکلات فراوان و قطعی سایت هنگام ثبت نام، بعد از اعلام نتایج، بسیاری از افراد که برنده بودند ناگهان به لیست رزرو رفتند و عده‌ای که برنده نبودند به میان برندگان راه یافتند! انتقادها آنقدر وسعت پیدا می‌کند که سازمان بازرسی کل کشور، در نامه‌ای اعلام می‌کند «سو مدیریت و عدم برنامه‌ریزی در سامانه مشهود است.»

## معاونت‌ها
- معاونت صنایع ماشین‌آلات و تجهیزات
- معاونت صنایع عمومی
- معاونت صنایع حمل‌ونقل
- معاونت معادن و فرآوری مواد
- معاونت تجارت و خدمات
- معاونت هماهنگی و محیط کسب‌وکار
- معاونت حقوقی و امور مجلس[۱۳]

## سازمان‌ها، شرکت‌ها، مؤسسات و مراکز تابعه
- سازمان گسترش و نوسازی صنایع ایران (ایدرو)
- سازمان توسعه و نوسازی معادن و صنایع معدنی ایران (ایمیدرو)
- سازمان توسعه تجارت ایران
- سازمان صنایع کوچک و شهرک‌های صنعتی ایران
- سازمان حمایت مصرف‌کنندگان و تولیدکنندگان
- سازمان زمین‌شناسی و اکتشافات معدنی کشور
- مؤسسه مطالعات و پژوهش‌های بازرگانی
- شرکت سهامی نمایشگاه‌های بین‌المللی جمهوری اسلامی ایران
- مرکز ملی فرش ایران
- مرکز آموزش بازرگانی
- مرکز توسعه تجارت الکترونیکی
- صندوق ضمانت صادرات ایران
- صندوق ضمانت سرمایه‌گذاری صنایع کوچک
- صندوق توسعه صنایع دریایی
- صندوق حمایت از تحقیقات و توسعه صنایع پیشرفته
- صندوق توسعه صنایع دریایی
- دانشگاه صنایع و معادن[۱۴]
- مرکز ملی شماره گذاری کالا و خدمات ایران
- دبیرخانه شورای عالی صنایع دریایی ایران

## شوراها و هیئت‌ها
- شورای‌عالی صنایع دریایی کشور
- شورای‌عالی معادن
- شورای‌عالی نظارت بر اتاق ایران
- هیئت‌عالی حمایت از صنایع
- هیئت‌عالی نظارت بر سازمان‌های صنفی کشور
- ستاد تسهیل و رفع موانع تولید[۱۵]

## سامانه‌ها

### سامانه جامع تجارت ایران
سامانه جامع تجارت ایران در سال ۱۴۰۰ راه‌اندازی شد.